# پیراژوکس
پیراژوکس (به فرانسوی: Pirajoux) یک کمون در فرانسه است که در ان (اوورنی-رون-آلپ) واقع شده‌است. پیراژوکس ۱۲٫۹۹ کیلومتر مربع مساحت دارد ۲۲۸ متر بالاتر از سطح دریا واقع شده‌است.